# Giorno del No
Giorno del No (in greco Επέτειος του Όχι, anniversario del no, o, semplicemente, Το όχι), il 28 ottobre 1940, è il giorno in cui si ricorda il rifiuto del primo ministro greco di lasciar entrare in Grecia le truppe di Benito Mussolini.
La mattina del 28 ottobre, la popolazione greca scese in piazza, indipendentemente dall'appartenenza politica, gridando 'ohi' (no). Dal 1942, è stato celebrato come il giorno del NO, prima per lo più tra i membri della resistenza e dopo la guerra da tutti i greci.
Oggi questo giorno viene festeggiato con sfilate di ragazzi delle scuole, studenti e forze dell'esercito greco.

## Contesto storico
La Grecia rappresentava un territorio strategicamente utile per contrastare l'esercito del Regno Unito. Mussolini riteneva che fosse facile riuscire a sopraffare uno stato più piccolo e per di più ritenuto disorganizzato militarmente. Nelle prime ore del mattino del 28 ottobre 1940 venne così recapitato al primo ministro greco, Ioannis Metaxas, da parte dell'ambasciatore italiano Emanuele Grazzi, un ultimatum nel quale si intimava di lasciar entrare l'esercito italiano nel territorio greco per occupare determinati punti strategici con lo scopo di contrastare l'esercito inglese. Le richieste di tale ultimatum, umilianti e degradanti per la Grecia, dovevano essere accettate entro tre ore dalla ricezione dello stesso.
Tre ore dopo, però, arrivò το μεγάλο Όχι, il grande no, con il quale la Grecia rifiutò le condizioni imposte da tale ultimatum. L'esercito italiano, che si trovava in Albania, varcò il confine e invase il territorio greco, subendo, contrariamente alle aspettative, una pesante sconfitta.

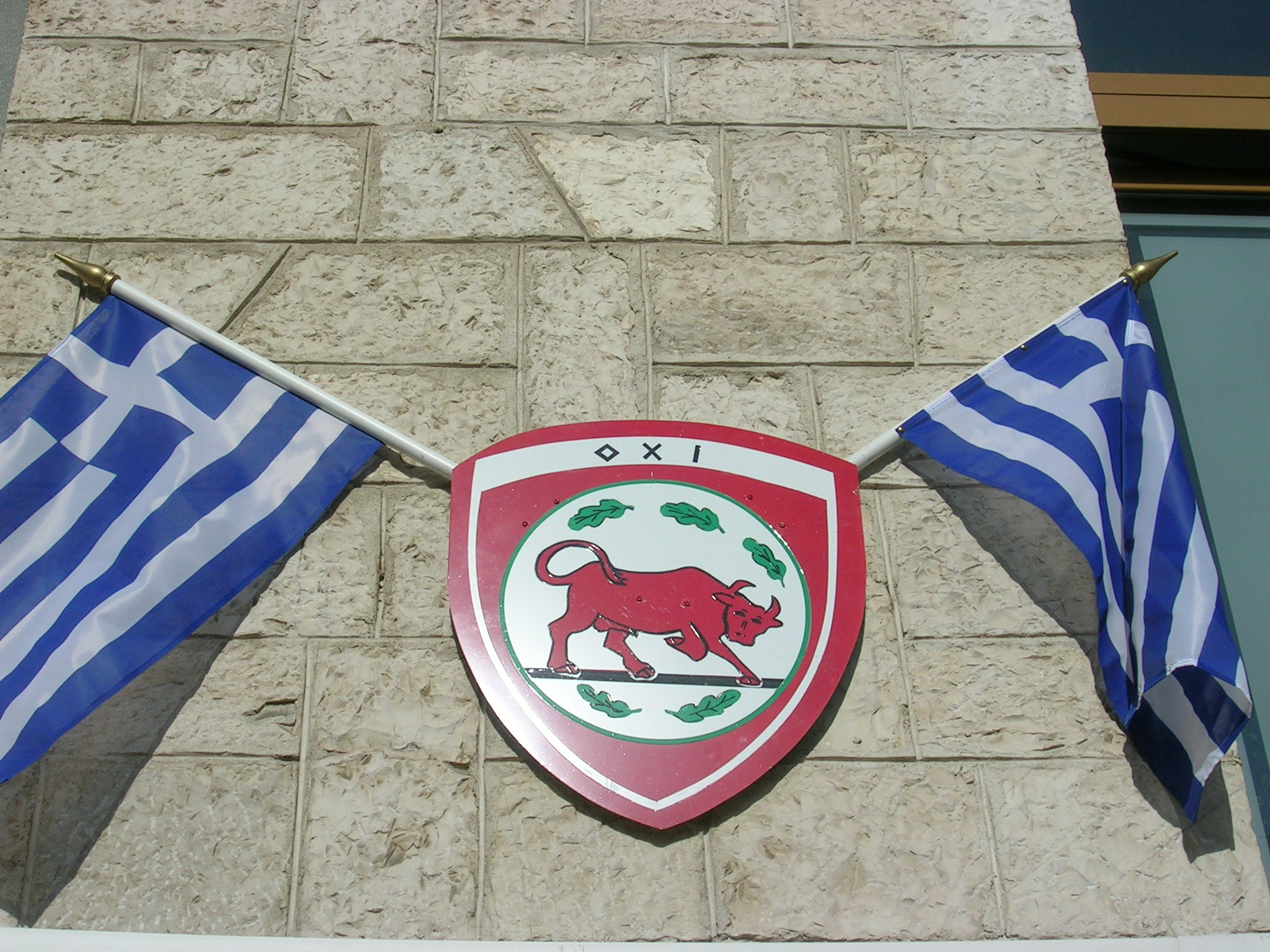
Emblema della 8ª Divisione di Fanteria, la prima unità ad affrontare l'invasione italiana. Il suo motto è OXI (ochi)